# 北新桥站
北新桥站是一个位于中国北京市东城区北新桥街道、安定门街道与交道口街道交界东直门内大街、交道口东大街、雍和宫大街、东四北大街交叉口，北新桥路口，属于北京地铁5号线与首都机场线的地铁换乘站。

## 车站结构
北新桥站为地下车站，5号线车站沿雍和宫大街呈南北向布置，站台为岛式站台设计；首都机场线车站沿交道口东大街呈东西向布置，属于双跨侧式车站，车站主体北侧为长77.4米、宽28.8米的地下三层外挂厅。

### 楼层
|                            |  | █ 5号线往天通苑北（雍和宫） |
| 島式 · 開左邊车门 · 卫生间 |  |                             |
|                            |  | █ 5号线往宋家庄（张自忠路） |

| 側式 · 開右邊车门 |  |                                              |
|                   |  | █ 首都机场线落客                             |
|                   |  | █ 首都机场线往3号航站楼及2号航站楼（东直门） |
| 側式 · 開右邊车门 |  |                                              |

### 站厅及换乘

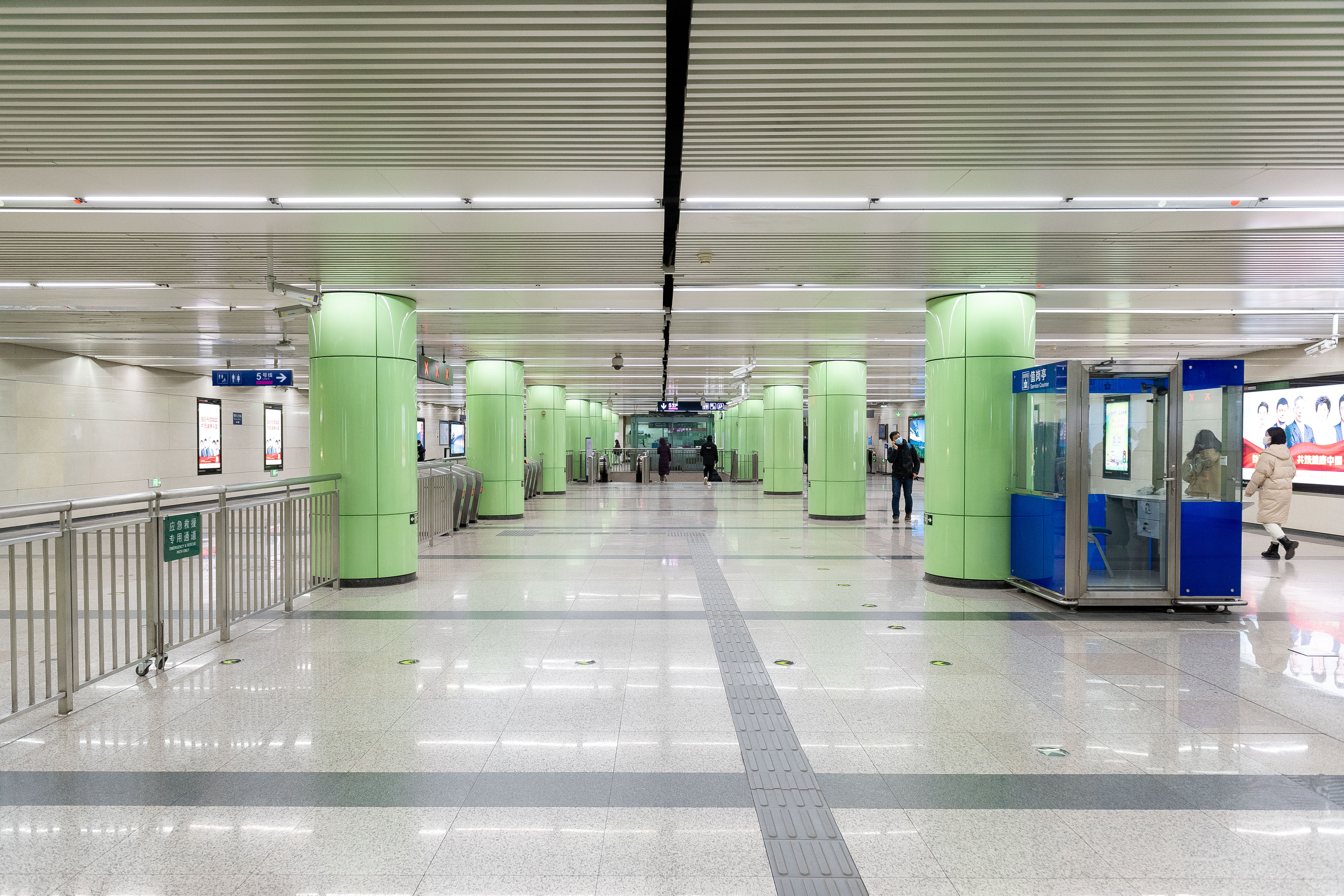
5号线站厅（2021年12月摄）
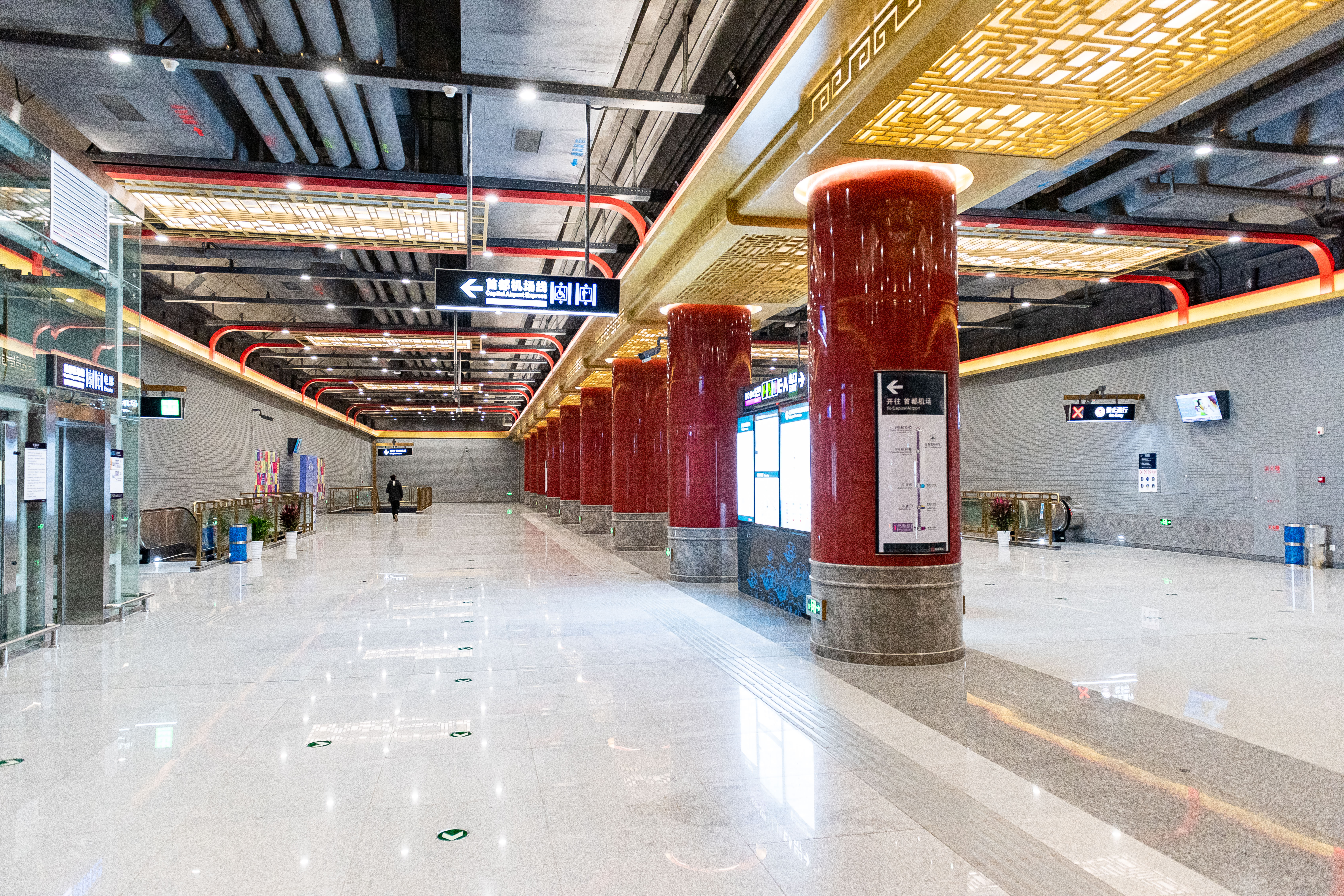
首都机场线站厅付费区（2021年12月摄）

5号线站厅位于地下二层，呈南北走向。首都机场线站厅位于地下三层，呈东西走向，东侧为非付费区，西侧为付费区。
本站设有两条换乘通道，均从首都机场线站厅东侧出发，一条位于西南象限，通往5号线站厅中部；另一条位于西北象限，上楼后先到达换乘厅，再到达5号线站厅北部（原先A出口的接口处）。

### 站台

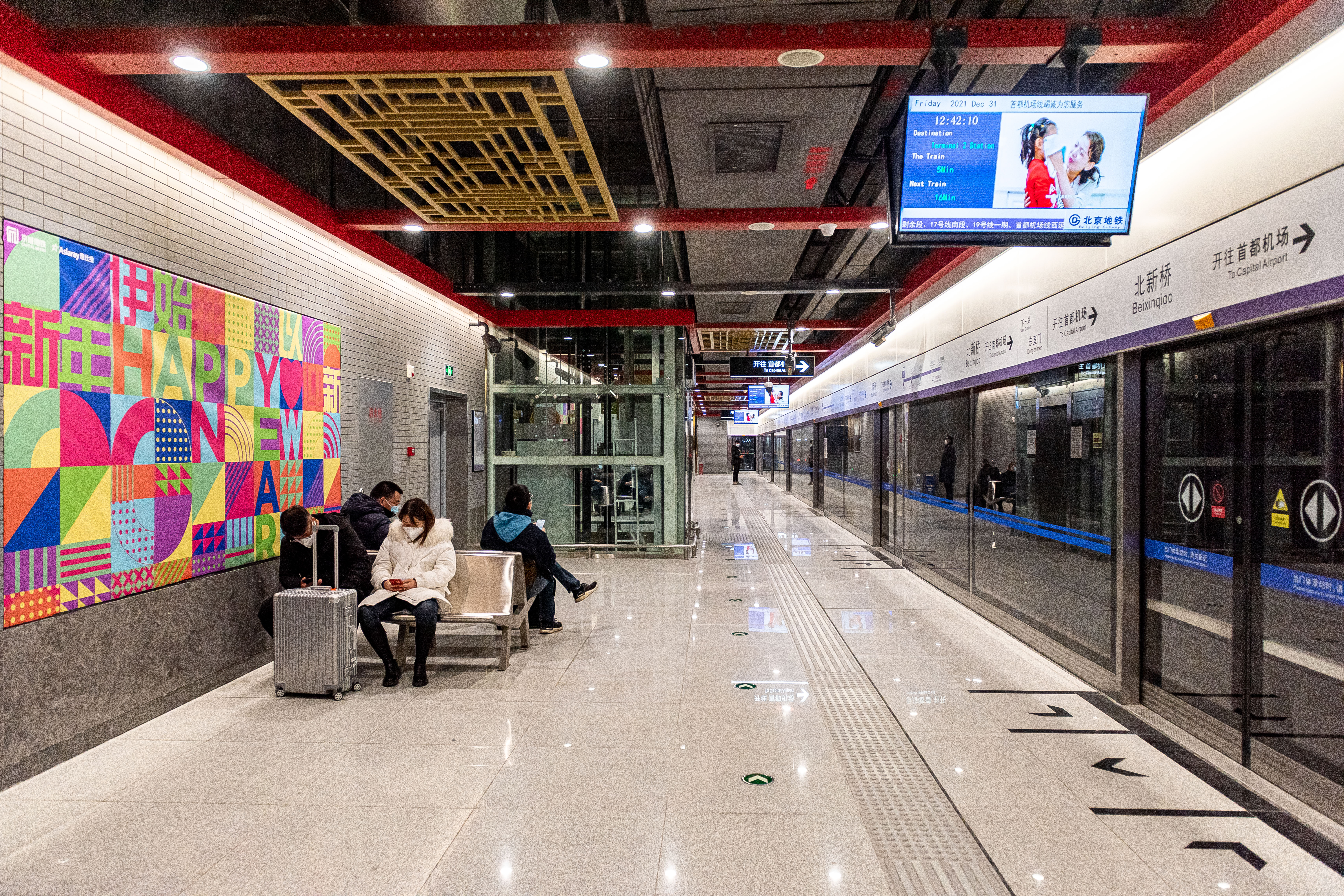
首都机场线上車月台
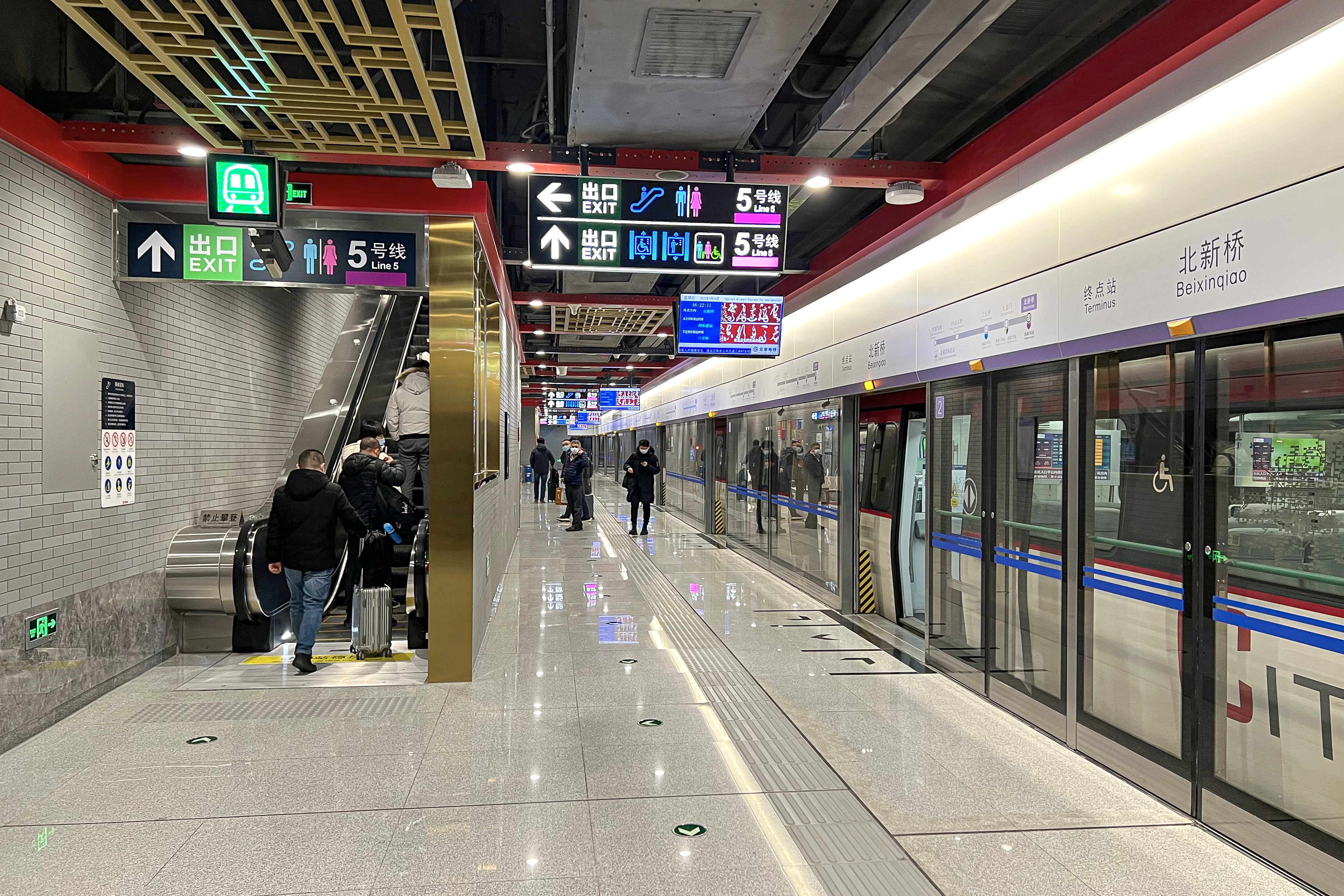
首都机场线落客月台

5号线车站设有一座岛式站台，位于雍和宫大街-东四北大街地底。首都机场线车站设有2座侧式站台，位于交道口东大街地底。首都机场线西端及东端分别各设一条渡线，可供列车进行站后或站前折返。

## 出入口
北新桥站有5个出入口，5号线车站启用时设有A—D四个出入口，A出口自2016年9月3日起曾因首都机场线施工而暂时封闭，首都机场线西延开通后重新启用，并增设电梯；首都机场线新增的E出口只设有2部电梯。
|                             |              |                                                                                            |      |            |
|                             |              |                                                                                            |      |            |
| 编号                        | 指示         | 建议前往的目的地                                                                           | 照片 | 无障碍设施 |
| 连通 5号线 首都机场线站厅   |              |                                                                                            |      |            |
| 出口 · A · 升降机标志       | 交道口东大街 | 雍和宫大街、交道口北头条、东城区人民法院、北京市第二十二中学、北京市第六医院、东城区图书馆 |      |            |
| 连通 5号线站厅              |              |                                                                                            |      |            |
| 出口 · B                    | 东直门内大街 | 北新桥头条、簋街、北新桥二条、北新桥三条                                                   |      | 不適用     |
| 出口 · C                    | 东直门内大街 | 石雀胡同、板桥胡同                                                                         |      | 不適用     |
| 出口 · D · 轮椅升降台标志   | 东四北大街   | 交道口东大街、交东小区、香饵胡同、科林大厦、北京市第五中学、田汉故居                       |      |            |
| 连通 首都机场线站厅         |              |                                                                                            |      |            |
| 出口 · E · 升降机标志       | 东四北大街   | 交东小区东路、交东小区、香饵胡同                                                           |      |            |
| 註： 設有 \| 設有輪椅升降台 |              |                                                                                            |      |            |